# Neal Pease
Neal Pease (ur. 11 kwietnia 1951 w Lawrence) – amerykański historyk zajmujący się dziejami Polski, redaktor The Polish Review. 

## Życiorys
Absolwent Uniwersytetu Kansas (1975, kierunek: historia), doktorat uzyskał w 1982 na Uniwersytecie Yale. Kształcił się pod kierunkiem Anny Cienciały i Piotra Wandycza. Był profesorem Uniwersytetu Wisconsin w Milwaukee. W 2015 został redaktorem naczelnym The Polish Review. 

## Wybrane publikacje
- Poland, the United States and the stabilization of Europe, 1924–1933, New Haven: Yale University Press, 1982.
- Poland, the United States and the stabilization of Europe, 1919–1933, New York, Oxford: Oxford University Press 1986[2].
- Rome's most faithful daughter. The Catholic Church and independent Poland, 1914–1939, Athens: Ohio University Press 2009